# جاي كاي
جاي كاي (بالإنجليزية: Jay Kay)‏ هو موسيقي ومغن مؤلف بريطاني، ولد في 30 ديسمبر 1969 في سترتفورد في المملكة المتحدة.

## وصلات خارجية
- الموقع الرسمي
- جاي كاي على موقع IMDb (الإنجليزية)
- جاي كاي على موقع ميوزك برينز (الإنجليزية)
- جاي كاي على موقع إن إن دي بي (الإنجليزية)
- جاي كاي على موقع أول ميوزيك (الإنجليزية)
- جاي كاي على موقع ديسكوغز (الإنجليزية)
- جاي كاي على موقع قاعدة بيانات الفيلم (الإنجليزية)